# Navascués (concejo)
Navascués es un concejo y villa española del municipio del mismo nombre, perteneciente a la Comunidad Foral de Navarra.

## Toponimia
El concejo se conoce en euskera como Nabaskoze.

## Historia
Hacia mediados del siglo XIX, la villa, ya por entonces perteneciente al almiradío de Navascués, tenía contabilizada una población de 542 habitantes. Aparece descrito en el duodécimo volumen del Diccionario geográfico-estadístico-histórico de España y sus posesiones de Ultramar de Pascual Madoz con las siguientes palabras:

NAVASCUES: v. del almiradio de su nombre, en la prov. y c. g. de Navarra, aud. terr. y dióc. de Pamplona (11 leg.), part. jud. de Aoiz (6): sit. á la falda de un cerro no muy elevado: entre 2 barrancos; con clima frio y húmedo, pero sano, reinan los vientos N. NO. y SE. Tiene 110 casas, la de ayunt., cárcel, escuela de niños á que asisten 50, dotada con 1,500 rs., y de niñas concurrida por 40, cuya maestra percibe la asignacion 600 rs. La igl. parr. (San Cristóbal), es de primer ascenso y está servida por un vicario de provision de la v. y un beneficiado de la del abad de Leyre: hay 2 ermitas dedicadas á Ntra. Sra. del Campo y á San Quiricio, y 2 fuentes dentro de la pobl. El térm. confina N. Ustes; E. Burgui y Castillo Nuevo; S. Bigüezal, y O. Aspurz: dentro de su circunferencia tiene 2 montes bastante elevados con arbolado de hayas, pinos y robles. El terreno es escabroso y secano en su mayor parte; le baña por O. el r. Salazar al que cruza un puente. caminos: de herradura y malos. El correo se recibe en Lumbier. prod.: trigo, cebada, avena y algunos guisantes; cria de ganado lanar, vacuno y mular; caza de perdices, liebres y tordas; pesca de truchas, barbos y madrillas. ind.: un molino harinero. pobl.: 110 vec., 542 alm. riqueza: con el almiradio. (V.) El rey Don Sancho el Sabio concedió fueros á esta v. en 1185, determinando que sus tributos consistiesen en dos sueldos por casa, como habia sido antes; que nada diesen al señor que la tuviese en honor por el rey, y muriendo el señor sin hijos, pudiesen los vec. elegir al que quisieren entre los parientes mas cercanos del difunto. El rey Don Cárlos II confirmó este privilegio en 1354, y Don Cárlos III en 1417, añadiendo que sus vec. fuesen hijos dalgo, francos é ingenuos y libres de toda servidumbre; aforándolos el fuero general del reino; y disponiendo, que tuviesen alcalde perpétuo, vec. del pueblo, propuesto en terna por sus convec. y elegido por el rey: este alcalde debia ejercer la jurisdiccion civil, y era capitan á guerra. Tambien les concedió pudiesen sacar vino del reino sin real licencia. La pecha del pueblo se redujo despues de este privilgeio á 15 libras de carlines blancos, y 40 cahices de trigo anuales por los molinos. El mismo Cárlos III, redujo estos pagos á tributo perpetuo. La princesa Doña Leonor dió en 1476, los molinos que el rey poseia en Navascués, á Carlos de Artieda y sus hijos.
(Madoz, 1849, p. 135)

En 2023, la entidad singular de población tenía empadronados 80 habitantes y el núcleo de población, también 80.